# Villa de Guadalupe Victoria
Villa de Guadalupe Victoria är en ort i Mexiko.   Den ligger i kommunen San Miguel el Grande och delstaten Oaxaca, i den sydöstra delen av landet, 300 km sydost om huvudstaden Mexico City. Villa de Guadalupe Victoria ligger 2 504 meter över havet och antalet invånare är 702.
Terrängen runt Villa de Guadalupe Victoria är huvudsakligen kuperad, men norrut är den bergig. Runt Villa de Guadalupe Victoria är det ganska glesbefolkat, med 47 invånare per kvadratkilometer. Närmaste större samhälle är Villa Chalcatongo de Hidalgo, 5,9 km sydost om Villa de Guadalupe Victoria. I omgivningarna runt Villa de Guadalupe Victoria växer huvudsakligen savannskog.